# Jakub Nachman
Jakub Nachman, Jakub Nachmanowicz lub Jakub z Bełżyc (II połowa XVI wieku) – uczony, kaznodzieja, obrońca dogmatów talmudycznych.
W dokumentach z II poł. XVI wieku znaleźć można informacje, że nauczycielem w bełżyckiej szkole żydowskiej był Jakub Nachman (Jakub Nachmanowicz), zwany ówcześnie również Jakubem z Bełżyc. Oprócz tego że był uczonym, kaznodzieją i obrońcą dogmatów talmudycznych, wymieniany był również wśród znakomitości medycznych XVI wieku.
Twierdził, że źródłem nauki talmudycznej był Mojżesz, którego wskazania obowiązują wszystkich. Stał się szczególnie głośny z powodu polemiki, jaką prowadził z Marcinem Czechowicem (1530–1613), znanym arianinem, ministrem zboru w Lublinie. W odpowiedzi na „Rozmowy Chrystiańskie” Czechowicza Jakub Nachman wydał w 1581 roku w Lublinie dzieło polemiczne pt. „Odpis Jakóba z Bełżyc na Dialogi Marcina Czechowica”, w którym, polemizując z V rozdziałem słynnego katechizmu M. Czechowicza, bronił zażarcie Talmudu – prawa podanego poprzez ustną tradycję od samego Mojżesza, sabatu – jako przepisu wiecznego, i obrzezania – jako koniecznej pieczęci przymierza boskiego. W sposób wielce uczony zbijał oskarżenie „iż Żydowie potrzebują krwi chrześcijańskiej”.
Dzieło Jakuba z Bełżyc to pierwsza znana książka Żyda polskiego napisana w języku polskim. Wpisywała się ona w dokonania polsko-litewskiej szkoły talmudystów, rozwijającej się od XVI wieku. Rozbudzone wówczas życie religijne, aktywność różnowierców sprawiła, że Żydzi polscy wyszli ze swoich gett, studiując polskie i łacińskie dzieła katolików, arian i kalwinów, stawali z nimi do dysput i polemik. Wymiana myśli między Czechowiczem a Jakubem z Bełżyc miała miejsce na synodach ariańskich – w 1569 r. w Bełżycach i w 1572 r. w Lublinie. Na „Odpis Jakuba z Bełżyc...” odpowiedział Czechowicz z dziełem pt. „Vindiciae duorum dialogorum contra Jacobum Judaeum de Belzyce etc”. Przytaczając punkt po punkcie zarzuty Jakuba z Bełżyc Czechowicz odpierał je obszernie w swojej polemice.
W 1567 r. gmina żydowska w Lublinie dostała zezwolenie na budowę akademii talmudystycznej wraz z synagogą. Jej pierwszym rektorem został Salomon Luria. Słuchacze tej akademii wywodzili się z różnych stron Korony i Litwy, a także z innych krajów. Mieli oni okazję słuchać dysput także Jakuba z Bełżyc.
O stylu Nachmana Aleksander Brückner pisał tak: „Język Jakuba twardy, niewyrobiony, ale czysty, miejscami poważny i szczególnie w pięknej mowie wstępnej – jakby natchniony, nadzwyczaj obrazowy, pełen alegorii i przykładów wedle zwyczaju wschodniego”.